# Drepanosticta lymetta
Drepanosticta lymetta är en trollsländeart som beskrevs av Cowley 1936. Drepanosticta lymetta ingår i släktet Drepanosticta och familjen Platystictidae. Inga underarter finns listade i Catalogue of Life.